# Alauna (Maryport)
Alauna byla starověká římská pevnost v římské provincii Británie. Ležela v anglickém hrabství Cumbria, při pobřeží severně od města Maryportu. Patřila na této hranici Římské říše k těm největším, měla tvar čtyřúhelníka o straně cca 140 krát 140 nebo 150 krát 160 metrů.
Díky římské silnici měla spojení s římskou pevností a osadou Derventio (ve vesnici Papcastle), která leží od ní na jihovýchod, a odtamtud po další silnici vedoucí k severovýchodu i s regionálním centrem, římským městem zvaným Luguvalium (v současné době se tamější město jmenuje Carlisle).
Za vlády královny Alžběty I. mnoho artefaktů z této lokality zachránil sběratel John Senhouse, ale o dvě stě let později kámen z pevnosti odvezli a použili při výstavbě města a přístavu.
V roce 2015 byl projekt „Maryport's Mystery Monuments“ v British Archaeology Awards oceněn jako výzkumný projekt roku.

## Název

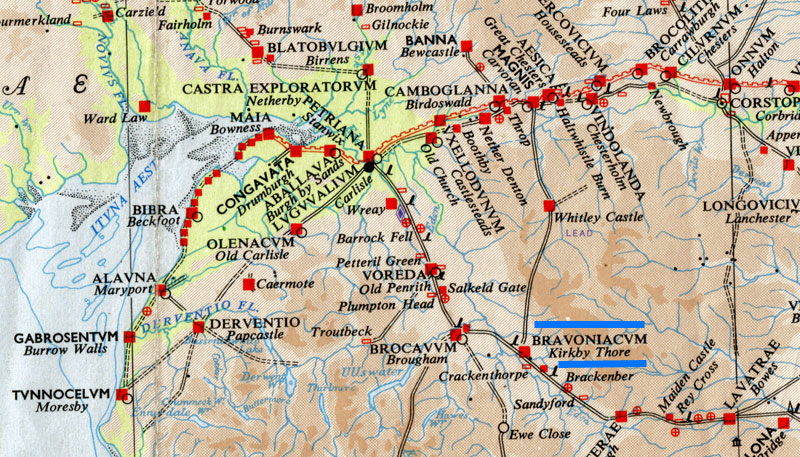
Alauna, pevnost na pobřeží

Bylo „téměř nepochybně“ prokázáno, že římské pojmenování Maryportu znělo Alauna.
Název Alauna se v písemných dokumentech objevil jen jednou, a to v ravennské Kosmografii. Itinerář císaře Antonina zmiňuje jistou pevnost zvanou Alone na cestě z pevnosti Ravenglass do města Whitchurch, ale to nemůže být Maryport; je to buď pevnost na místě zvaném Watercrook (na řece Kent poblíž Kendalu), nebo ta v Low Borrowbridge (na řece Lune poblíž vesnice Tebay). Notitia Dignitatum uvádí pevnost zvanou Alione, s posádkou Cohors III Nerviorum, kterou někteří vědci pokládali jak za pevnost Alauna, tak Alone.

## Vývoj pevnosti

### Vojenský aspekt
Tato římská pevnost stojí ve strategické poloze na kopci na sever od řeky Ellen, na níž byl malý přírodní přístav. Pevnost vybudovali na pískovcovém hřebeni vysokém 50 metrů. Chránila řada příkopů, čtyři na severní straně, tři na východní a dva na jihu a západě.
Alauna byla založena kolem roku 122 jako velitelská a zásobovací základna pro pobřežní obranu Hadriánova valu, přesněji řečeno jeho západního konce. Tvořila tedy součást obrany západního pobřeží, byla jednou z celé série pevností podél pobřeží hrabství Cumbria, jejímž úkolem bylo zabránit překonání Hadriánova valu tím, že by jeho konec nepřítel obešel z boku přes záliv Solway Firth.
Římané byli v pevnosti 280 let. Byla používána do konce 4. století nebo do začátku 5. století.

### Posádka

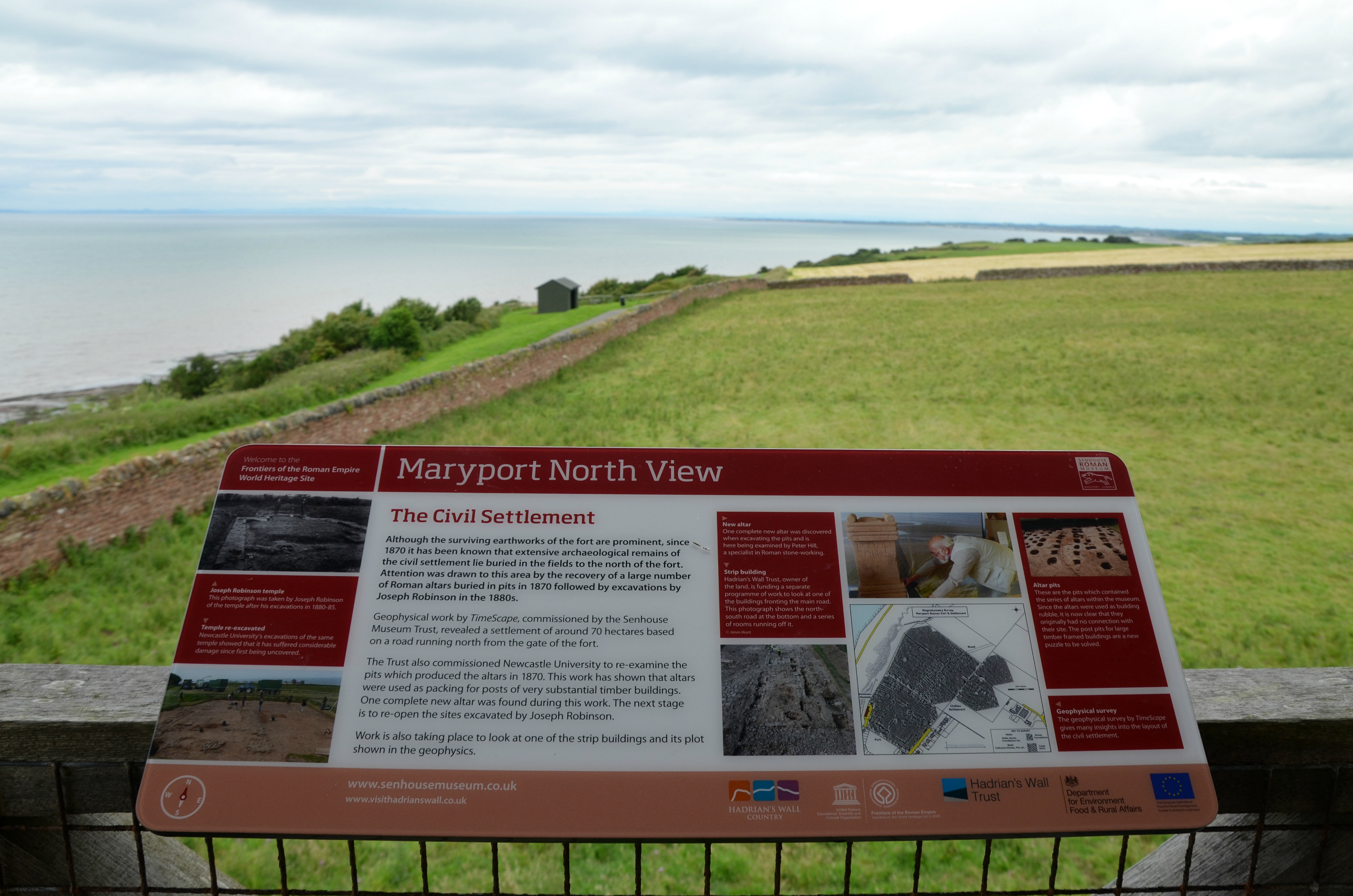
Vicus, Senhouse Museum, Maryport

Kohorta I Hispanorum s tisícem mužů pevnost postavila v prvních letech vlády císaře Hadriána. V polovině 2. století tam byly kohorty by I Delmatarum (za císaře Antonina Pia) a na začátku 3. století pomocný oddíl původně ze Španělska, ala II Asturum. Další posádka, kohorta I Baetasiorum, je známá z nápisů z Maryportu, pravděpodobně z 2. poloviny 2. století.

### Civilní souvislosti
Alauna nesloužila pouze vojsku; také jako středisko, odkud se vyvážely suroviny z farem, kamenolomů, lesů a dolů. Geomagnetické průzkumy odhalily kolem této pevnosti velké římské město.

## Geofyzikální průzkum
Firma TimeScape Surveys (Biggins & Taylor) s podporou grantu od Maryport Heritage Trust provedla geofyzikální průzkum pevnosti a její civilní osady (vicus) pomocí magnetometrie. Průzkum byl proveden v období od května 2000 do září 2003 na půdě v Camp Farm v Maryportu. S plochou 72,5 ha se jedná o největší geofyzikální průzkum provedený na severní hranici Římské říše. Tehdejší průzkum odhalil lidskou činnost v celé řadě období a pravděpodobně se tam nacházel římský přístav nebo dlážděná cesta.
Vicus, tedy civilní osada, byl dobře zachován a měl vlastní silnici, která pravděpodobně vedla ke skladu. Osídlený prostor obklopovaly pole a také zahrádky, některé s domky. Průzkum dále odhalil možné osídlení z doby železné a zbytky staveb ze středověku.

## Muzeum a artefakty

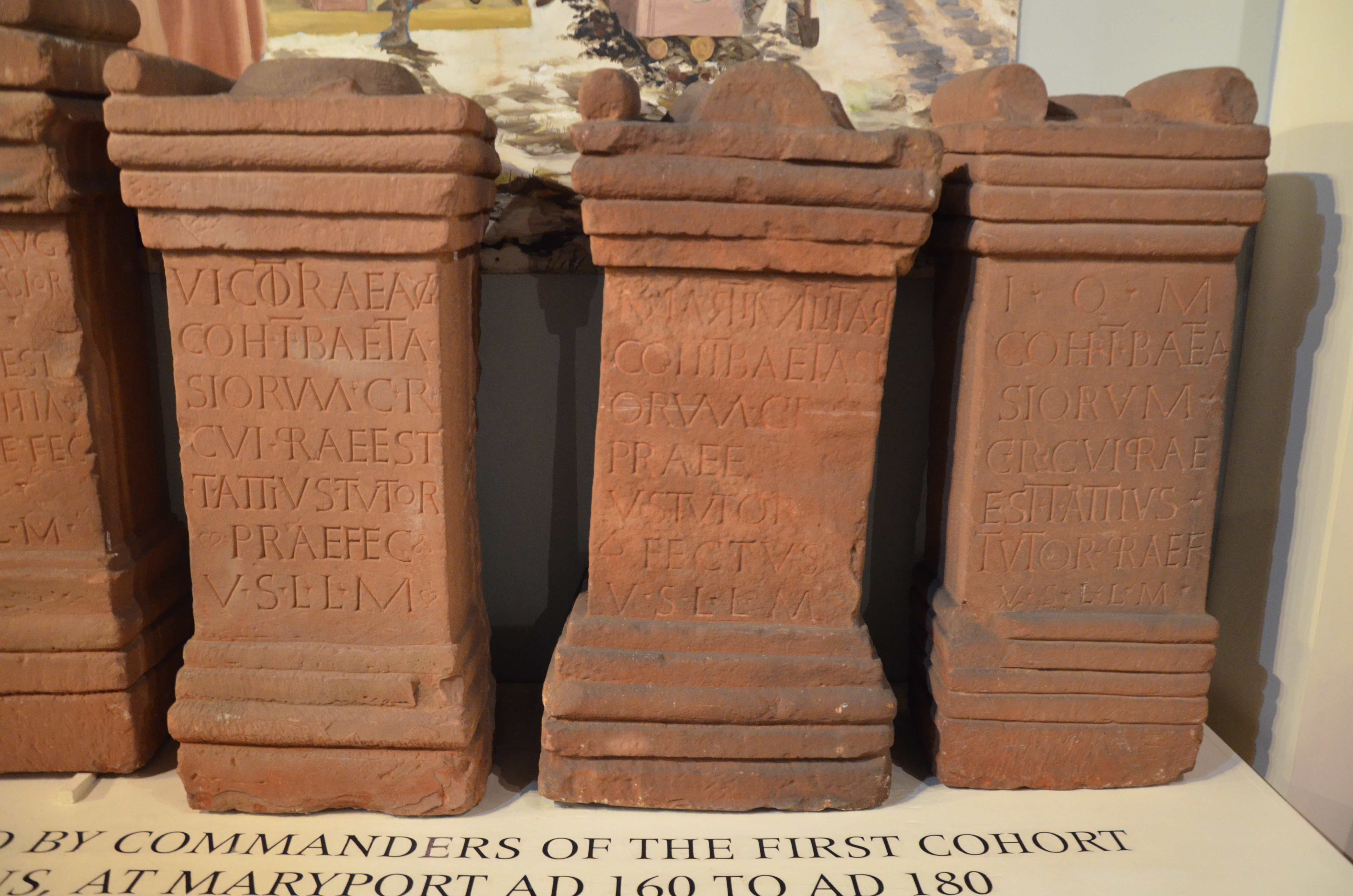
Oltáře z červeného pískovce, Senhouse Museum, Maryport

### Založení muzea

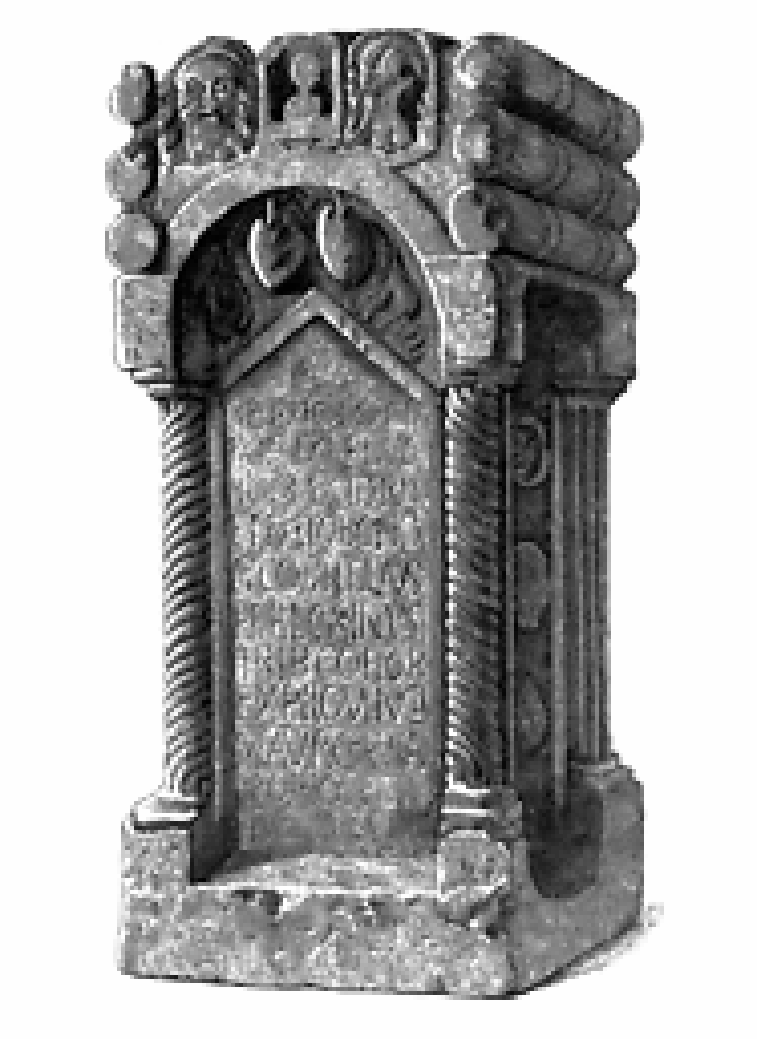
Oltář čtyřem bohům nalezený před rokem 1587, Maryport

Lokalitu od 16. století vlastnili Senhouseové. V budově z roku 1885 bylo v roce 1990 zřízeno muzeum (Senhouse Roman Museum). Mezi četné římské artefakty v něm vystavené patří zejména oltáře. Na tomto místě bylo nalezeno víc oltářů než na kterémkoli jiném v Británii a k nálezům docházelo po dlouhou dobu, od časů Tudorovců po 21. století. Jádrem sbírky je soubor 22 oltářů věnovaných několika veliteli pevnosti v Maryportu Jupiterovi, nejmocnějšímu ze všech římských bohů.

### Oltáře
Oltáře jsou z místního pískovce. Byly postaveny pro obřady, které se zřejmě každoročně opakovaly. Nápisy poskytují informace o pevnosti a jejích obyvatelích. Jeden z nejznámějších, nyní v Britském muzeu, nese nápis o tom, že ho věnoval Gaius Cornelius Peregrinus, dekurion z města Saldae Bejaia v Alžírsku), který byl tribunem (vojenským velitelem) tamější posádky.
Vykopávky, které začaly v roce 2011, přinesly o oltářích další informace. Mezi tehdejší archeology patřili Ian Haynes z Newcastle University a Tony Wilmott (který v roce 2012 získal cenu Archeolog roku).
Kde byly oltáře umístěny původně, není známo, ale byly navrženy tak, aby stály v řadách, pravděpodobně při cestě k chrámu. Při vykopávkách byly zkoumány zbytky dvou chrámů.
Při vykopávkách v roce 2011 se archeologové vrátili na místo, kde bylo v roce 1870 nalezeno 17 oltářů. Z posouzení situace vzešel závěr, že oltáře byly druhotně použity při stavbě základů některé pozdně římské budovy a že náboženská víra v pevnosti Alauna se v průběhu římské okupace měnila.
Byly tam nalezeny oltáře více než dvanácti bohům, kteří tvoří pestrou směsici od bohů místních, římských, východních, keltských až po ty, o nichž v současnosti není nic známo.